# Annie Garrigues
Annie Garrigues de Ferrer, née en 1919 à Perpignan (Pyrénées-Orientales), est une femme française élue Miss Pyrénées-Orientales 1937 et Miss France 1938.

## Biographie
Annie Garrigues est élue Miss Pyrénées Orientales en 1937.
Elle est élue Miss France le 12 juillet 1938 parmi 80 candidates. Le jury était présidé par Maurice de Waleffe et comprenait notamment Abel Gance, Jean-Gabriel Domergue et Federico Beltrán Masses,. Elle a alors 20 ans d'après le Figaro, 19 ans d'après Le Petit Parisien.
Brune aux yeux bleus,, elle est la 14e Miss France.
Candidate à l'élection de Miss Europe qui se tenait le 10 septembre 1938 à Copenhague, elle est légèrement blessée dans un accident de voiture juste avant l'élection. Le titre est remporté par Sirkka Salonen (Miss Finlande), et Annie Garrigues retombe rapidement dans l'anonymat après cette dernière apparition publique, ayant affirmé le jour même de son élection de Miss France qu'elle ne souhaitait pas faire de cinéma ni de théâtre,.
La presse la décrit en 1938 comme une jeune fille provinciale et « une jeune fille comme il faut », souhaitant se concentrer sur son futur mariage et la gestion des terres familiales situées « au cœur des Pyrénées, à quelques kilomètres de Perpignan », où elle habite avec ses parents.